# Terråk
Terråk este o localitate din comuna Bindal, provincia Nordland, Norvegia, cu o suprafață de 0,61 km² și o populație de 544 locuitori (2013).